# Straatvaart
Der Ausdruck Straatvaart (deutsch: Straßenfahrt) bezeichnet die Handelsfahrten der Niederländer in den Mittelmeerraum des 16. und 17. Jahrhunderts. Der Terminus wird von der Straße von Gibraltar abgeleitet, die für die westeuropäischen Seemächte den Zugang zum Mittelmeer darstellte.

## 16. Jahrhundert
Die frühe Phase der Straatvaart begann in den 1580er Jahren durch Antwerpener Kaufleute. Nach der Besetzung der Stadt durch habsburgisch-spanische Truppen im Zuge des Konfessionskonflikts (1585) wurde die Straatvaart vor allem von Amsterdam aber auch von Hoorn aus weitergeführt. Die wichtigsten Handelspartner im Mittelmeerraum waren zunächst die italienischen Städte Venedig, Genua und Livorno. In den 1590er Jahren beruhte die Straatvaart hauptsächlich auf Getreidelieferungen an diese Stadtrepubliken, da in Italien aufgrund Missernten wiederholt Hungersnöte ausbrachen. Um die Jahrhundertwende drangen die Niederländer bis in die Levante vor und nahmen den Handel mit dem Osmanischen Reich auf.

## 17. Jahrhundert
In der zweiten Phase im 17. Jahrhundert sank die Nachfrage nach Getreide in Italien, und der niederländische Export verlagerte sich auf Textilwaren (vor allem Leinen, Wolle), Fisch und Güter aus dem Überseehandel. Vor allem mit den Textilien trat die Straatvaart zunehmend in eine starke Konkurrenz englischer und französischer Kaufleute. Die niederländischen Kaufleute behaupteten sich, indem sie auch Transportfahrten innerhalb des Mittelmeerraums ausführten. Insbesondere die zweite Hälfte der 1640er Jahre brachte der Straatvaart eine Blütezeit, da die Konkurrenz Englands, bedingt durch deren Bürgerkrieg, deutlich eingeschränkt wurde.
Im Zuge des achtzigjährigen Unabhängigkeitskrieges der Niederlande brachten spanische Kaperschiffe und barbareskische Piraten bei Gibraltar und im Alborán-Meer eine stete Bedrohung mit. Dies führte wiederholt zu militärischen Interventionen. Ein wichtiges Ereignis hierzu bezeichnet die Schlacht bei Gibraltar (1607) mit dem Sieg  gegen ein größeres Geschwader spanischer Kriegsschiffe.

## Bedeutung und Auswirkungen
Mit dem zunehmenden Überseehandel verlor die Straatvaart allmählich ihre Bedeutung, kann aber insgesamt als ein wichtiger Teil des niederländischen Gesamthandels des 16. und 17. Jahrhunderts betrachtet werden.
Nebst der Straatvaart wurden weiterhin die Landwege über den Brennerpass und durch das heutige Deutschland verwendet, wobei diese je nach Bedrohungslage des Seeweges zeitweiligen Aufschwünge verzeichneten.
Die Straatvaart führte zu einer diasporaartigen Kommunenbildung niederländischer Kaufleute in italienischen Städten. In Amsterdam kam es zu Niederlassungen italienischer, osmanischer, griechischer, jüdischer und armenischer Kaufleute. Der kulturelle und geistige Austausch, den der niederländische und mediterrane Raum durch die Straatvaart erfuhren, war in Bezug auf die Produkte der Renaissance von hoher Bedeutung. Beispiele waren die bildende Kunst sowie humanistische Strömungen.